# Regnbuepladsen
Regnbuepladsen er en plads i København, der ligger mellem Lavendelstræde, Vester Voldgade og Farvergade. Indtil 1. juli 2014 var den en del af Rådhuspladsen på den anden side af Lavendelstræde.
Pladsen er forsynet med en granitgrå belægning og kirsebærtræer. Desuden er der opsat en talerstol udført i bronze af billedhuggeren Hein Heinsen og doneret af Ny Carlsbergfondet. På dens venstre side ses inskriptionen Rostra populi (folkets talerstol, efter Rostra på Forum Romanum), mens der på højre side står Fællesskab & frihed. På bagsiden står der Ordet på 54 forskellige sprog.

## Navnet
Navnet Regnbuepladsen er valgt som en hyldest til mangfoldighed og frisind i København og er inspireret af regnbueflaget, symbolet for seksuelle minoriteter. Copenhagen Pride afholder hvert år en parade, der netop hylder disse, og som afsluttes overfor på Rådhuspladsen. Regnbueflaget vajer hver dag fra en flagstang på pladsen.
Forud for opkaldelsen var der gået en hed debat. I maj 2013 indstillede Vejnavnenævnet, at den nyrenoverede plads skulle opkaldes efter Axel Axgil, der stiftede Landsforeningen for bøsser og lesbiske i Danmark, og som var den ene halvdel af verdens første registrerede partnerskab 1. oktober 1989. Forslaget blev imidlertid siden trukket tilbage på grund af protester. Senere indstillede Vejnavnenævnet, at pladsen skulle opkaldes efter skuespillerinden Hannah Bjarnhof, hvilket også blev forkastet, da forslaget om Regnbuepladsen kom på bordet. Navnet blev vedtaget af Københavns Borgerrepræsentation 6. februar 2014 og efterfølgende sendt i høring. Her protesterede flere af de berørte, der ikke ønskede en navneændring. Teknik- og Miljøforvaltningen fastholdt det imidlertid, da det ville give entydighed og ikke som hidtil, hvor pladsen var afskåret fra resten af Rådhuspladsen af Vester Voldgade. Efter endt høring vedtog Teknik- og Miljøudvalget 7. april 2014, at det nye navn skulle tages i brug 1. juli 2014.

## Bygninger
To ejendomme har adresse på pladsen. Hjørneejendommen Sankt Clementhus på Lavendelstræde 19 / Regnbuepladsen 1-5 er en femetages bygning, der blev opført efter tegninger af Vilhelm Hvalsøe og Arthur Wittmaack i 1923-1927. Hjørneejendommen Regnbuepladsen 7-9 / Farvergade 12 er opført efter tegninger af Rogert Møller og hans svigersøn Valdemar Dan. Det er en femetages bygning i røde mursten med en karnap i to etager på hjørnet. Facaden mod Regnbuepladsen prydes af et løvehoved over indgangen, en balkon på anden sal og en trekantsfronton øverst.
På den anden side af Farvergade ved pladsen ligger kulturcentret Vartov. Den treetages fløj ved Farvergade blev opført efter tegninger af N.S. Nebelong i 1856-1860. På den anden side af Vester Voldgade ligger Københavns Rådhus, der blev opført efter tegninger af Martin Nyrop i 1892-1905.